# Valley of the Wolves Iraq
Valley of the Wolves Iraq (Turks: Kurtlar Vadisi Irak) is een Turkse film uit 2006. Het is gebaseerd op de populaire televisieserie Kurtlar Vadisi. Daarnaast komen er enkele feitelijke gebeurtenissen in voor. De film speelt zich af in Noord Irak ten tijde van de Irakoorlog.

## Verhaal
De film begint met een gebeurtenis die is gebaseerd op een werkelijk gebeurd incident dat later bekend werd als de Zakaffaire. Op 4 juli 2003 werden elf Turkse commando's gearresteerd door kolonel William C. Mayville (Sam William Marshall in de film, gespeeld door de Amerikaanse acteur Billy Zane) en honderd Amerikaanse soldaten. Ze werden met zakken over het hoofd afgevoerd en pas vrijgelaten na diplomatieke inspanning van de Turkse premier Recep Tayyip Erdogan. Een dergelijk incident had nog nooit plaatsgevonden tussen twee NAVO-partners en het zette kwaad bloed bij veel Turken.
In de film pleegt een van de betrokken Turkse officieren zelfmoord, nadat hij een emotionele brief schrijft aan zijn vriend Polat Alemdar, een geheim agent. Polat is vastbesloten om de vernedering te wreken en gaat met twee kompanen op zoek naar kolonel Sam Marshall.
Bij een checkpoint vermoordt het team drie Koerdische Peshmargasoldaten. Vervolgens bevestigen ze explosieven aan de steunpilaren van een hotel. Ze eisen van de hoteleigenaar dat ze colonel Sam Marshall te spreken krijgen. Als deze komt, vraagt Alemdar hem om een zak over zijn hoofd te trekken en mee naar buiten te gaan en zich zo publiekelijk te tonen en te laten fotograferen. Op deze manier wil Alemar Marshall dezelfde vernedering laten meemaken die zijn vriend ook is overkomen. Marshall weigert en brengt een groep kinderen binnen die moeten dienen als menselijk schild. Alemar geeft op en vertrekt. Terwijl een bomexpert de bom onder Marshall's stoel onschadelijk maakt, zingen de kinderen met zijn pianospel.
Vervolgens valt Sam Marshall een trouwerij binnen onder het mom van terrorismebestrijding. Als de feestvierders in de lucht beginnen te schieten (een traditie in die regio), grijpen de Amerikanen in. Wanneer een kind een takje in een geweer steekt, gaat deze af en het kind komt om. Hierop breekt paniek en woede uit onder de huwelijksgasten en de soldaten beginnen in het rond te schieten. Ze schieten de bruidegom door het hoofd voor de ogen van de bruid, die ook nog klappen krijgt. De overlevenden worden in een luchtdichte vrachtwagen geladen en vervoerd naar de Abu Ghraib-gevangenis. Onderweg klaagt een soldaat dat de gevangenen zouden kunnen stikken. Een andere soldaat schiet gaten in de wand van de aanhanger om "ze lucht te geven", maar daardoor komen er veel te overlijden. Als een soldaat dreigt dat te rapporteren, wordt hij neergeschoten. Aangekomen in Abu Graib krijgen ze een koude douche met een hogedrukspuit en een op Lynndie England lijkende vrouw dwingt de gevangenen om naakt op elkaar te gaan liggen. Een joodse chirurg haalt organen uit de gevangenen voor transplantatie.
Ondertussen staat een terroristische groep op het punt om de keel door te snijden van een Westerse journalist. Als de sjeik binnenkomt, wordt hij boos op de mannen en hij voorkomt de moord. Hij biedt de journalist het zwaard aan om met de mannen te doen wat zij met hem van plan waren. De journalist weigert. Ook Leyla, de bruid van de trouwerij wil wraak en is van plan om een zelfmoordaanslag te plegen. Ze wordt hiervan afgepraat door de sjeik (tevens haar pleegvader) en ze probeert een vriend tegen te houden die dit ook van plan is, maar hij wil van geen heroverweging weten. Hij blaast zichzelf op in de nabijheid van Sam Marshall. Er vallen veel onschuldige doden en gewonden, maar Marshall raakt slechts lichtgewond. Door de zelfmoordaanslag mislukt de poging van Alemdar om Marshall als sluipschutter te vermoorden. Leyla helpt Alemdar te ontsnappen.
Alemdar en zijn mannen stoppen een bom in een piano die Marshall als geschenk bezorgd wordt. De bom ontploft op het verkeerde moment en Marshall overleeft de aanslag. Alemdar en Layla gaan naar de moskee om bij de sjeik bescherming te zoeken. Marshall komt ze op het spoor en een vernietigend vuurgevecht volgt, waarbij aan beide kanten slachtoffers vallen.

## Feiten
De film is fictioneel, maar de film haalt inspiratie uit enkele feitelijke historische gebeurtenissen. Volgens de scenarioschrijver is 60 tot 70% van de film non-fictie. De volgende feitelijke gebeurtenissen zijn duidelijk herkenbaar in de film:
- 4 juli 2003 Sulaimaniya: arrestatie van Turkse troepen[3]
- 19 mei 2004 Mukaradeeb: bloedbad tijdens trouwerij[4]
- 2003: martelingen en vernederingen door de Amerikanen in de Abu Ghraib-gevangenis
- November 2001, Mazar: Het schieten van luchtgaten in een vrachtwagen met krijgsgevangenen[5]
- zelfmoordaanslagen

## Ontvangst

### Turkije
- De film trok een recordaantal bezoekers in Turkije.
- De Turkse minister van Buitenlands Zaken Abdullah Gül en de burgemeester van Istanboel waren positief over de film en de voorzitter van het Turkse parlement Bülent Arınç zei dat het in het echt precies zo gegaan is als in de film.[6]
- De ontvangst in de Turkse media was wisselend. Sommige noemden het een mijlpaal in de Turkse filmindustrie, andere waarschuwden dat de film het religieus geweld zou kunnen aanwakkeren.

### Duitsland
- De film werd zwaar bekritiseerd door zowel linkse als rechtse politici. De film werd verweten racistisch en anti-Westers te zijn. De Beierse gouverneur Edmund Stoiber, leden van onder andere de Groene Partij en de Duitse Centrale Joodse Raad riepen de Duitse bioscopen op de film niet meer te draaien. Duitslands grootste bioscoopketen Cinemaxx trok de bij de Turkse minderheid populaire film inderdaad terug.
- Kenan Kolat, de leider van de Turkse minderheid in Duitsland was tegen een boycot van de film omdat dat het effect van identificatie zou vergroten en zei dat een democratie ook films moet kunnen verdragen, waar ze niet achter staat.[7]
- De distributeur van de film in Duitsland merkte op dat een Deense cartoonist onder de vrijheid van meningsuiting valt, maar dat een actiefilm die zich tegen de Amerikanen richt kennelijk beschouwd wordt als demagogie.
- Het uit Duitsland afkomstige Europees Parlementslid Cem Özdemir zei dat zijn kritiek op de Deense cartoonisten dezelfde is als die op de makers van deze film, namelijk het doelbewust provoceren en verdeeldheid zaaien. Hij was echter tegen een verbod.[8]

### Verenigde Staten
- De film kreeg weinig aandacht in de V.S. en is daar bij de meesten onbekend.
- Het Amerikaanse leger raadde zijn soldaten aan, uit de buurt te blijven van bioscopen die de film draaiden.[9]
- Gary Busey, die in de film een joodse orgaanhandelaar speelt, weigerde commentaar te geven op zijn rol. Via zijn advocate Vickie Roberts beriep hij zich op de vrijheid van meningsuiting. Zij voegde eraan toe: "Als Gary een verkrachter speelt, dan gelooft niemand dat hij echt een verkrachter is. Hij is een acteur en geen politicus."[10]